# Dolina Sucha Zuberska

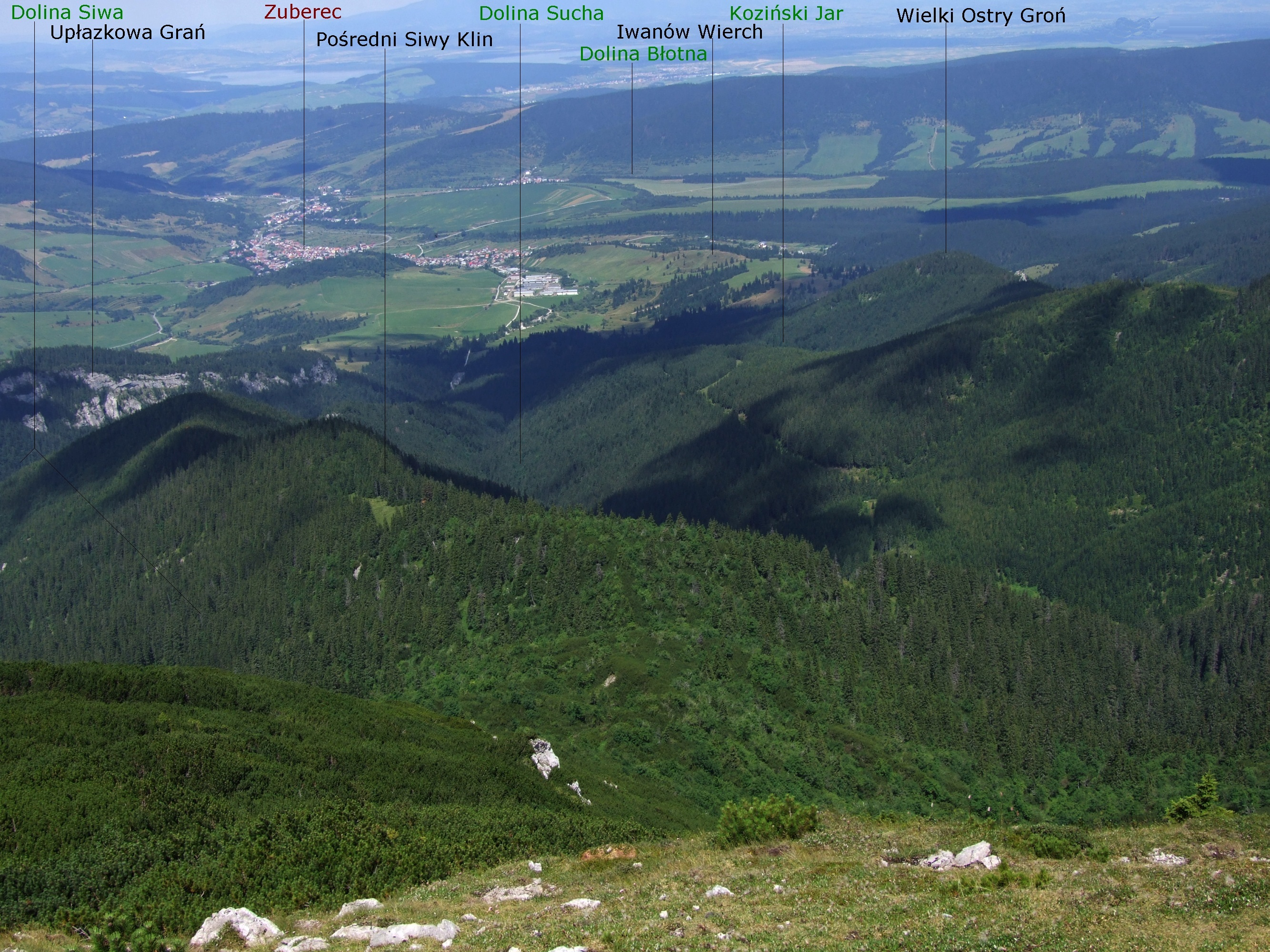
Widok z grani Siwego Wierchu

Dolina Sucha lub Dolina Suchego Potoku (słow. Suchá dolina, dolina Suchého potoka) – boczne, prawe odgałęzienie Doliny Siwej w słowackich Tatrach Zachodnich. Na polskich mapach dla odróżnienia od innych Dolin Suchych nazywana jest Doliną Suchą Zuberską. Jej wylot znajduje się ok. 500 m od wylotu Doliny Siwej, na wysokości 825 m. Dolina biegnie w południowo-wschodnim kierunku do podnóży Siwego Wierchu (do wysokości ok. 1500 m). Orograficznie lewe jej zbocza tworzy Pośredni Siwy Klin (Czoło), prawe Miękki Wierch, Koziniec i jego północno-zachodni grzbiet. Dnem Doliny Suchej spływa Suchy Potok uchodzący do Siwego Potoku.
Przez dolinę nie poprowadzono żadnego szlaku, nie ma też ona znaczenia turystycznego. Dawniej jednak były tutaj polany, dolina była wypasana. Wchodziła w skład Hali Siwe. O dawnym pasterstwie świadczy też nazwa upłazu Zadné Košariská na jej wschodnich zboczach. Na starszych mapach zaznaczone są polany. Po włączeniu doliny w obszar TANAP-u polany zarastają lasem, ale na satelitanej wersji mapy można jeszcze je odróżnić od lasu. Wschodnimi zboczami doliny prowadzi droga leśna.

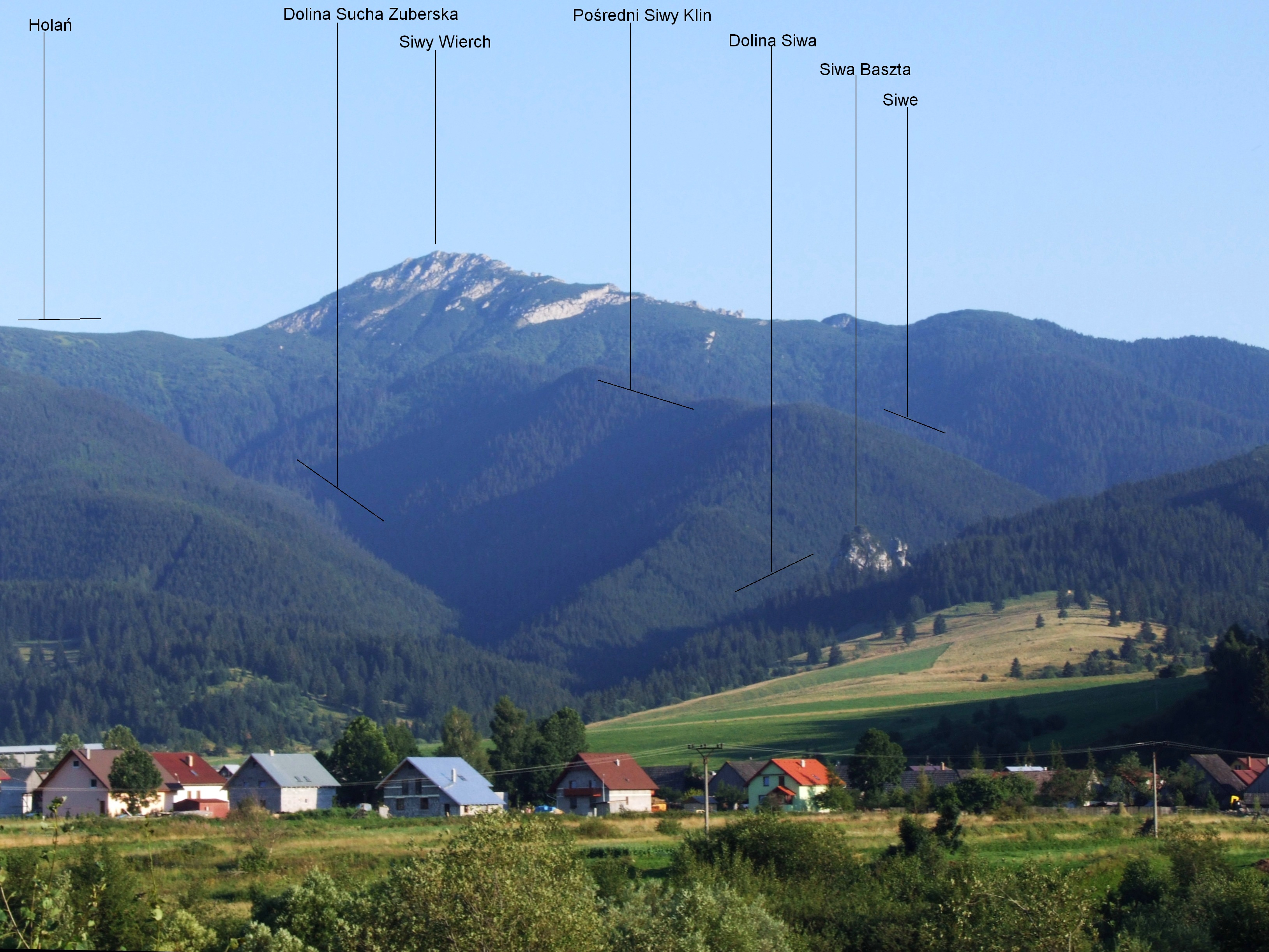
Widok z Zuberca